# Tony Luz
Antonio Luz Payer, más conocido como Tony Luz (Madrid; 25 de mayo de 1943-Ib.; 29 de noviembre de 2017), fue un guitarrista español considerado uno de los pioneros del rock and roll en España. Su larga trayectoria musical le llevó a desempeñar diferentes funciones dentro de la música, tales como guitarrista, compositor, productor musical y diseñador de portadas de discos.

## Biografía

### Comienzos
Tras escuchar el tema Be-Bop-A-Lula interpretado por Gene Vincent a través de Radio Intercontinental, en el programa Boite de Ernesto Lacalle mediante sus contactos con la radio de la base estadounidense de Torrejón de Ardoz, comienza a aprender a tocar la guitarra con una clásica de su padre. Estudiando arquitectura en la universidad conoce a otros jóvenes admiradores del rock and roll y forman su primer grupo, Los Tigres, junto a Jaime Villalba, Juan Salabert y Luis Eduardo Aute como voz y batería. Duran un año escaso con actuaciones en varios colegios.

### Los Pekenikes (1961-1971)
Realiza una prueba como guitarrista para el grupo Los Pekenikes, en la que interpreta los instrumentales Jinetes en el cielo de Stan Jones, Rebel Rouser de Duane Eddy y Walk, don't run de The Ventures, uniéndose al grupo para los siguientes diez años.
El 2 de julio de 1965 telonean a The Beatles en su actuación en la plaza de toros de Las Ventas en Madrid.

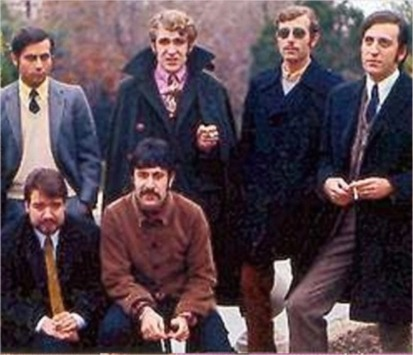
Los Pekenikes en 1967: Tony Luz, el primero por la derecha

Los Pekenikes fue un grupo que destacó sobre todo con temas instrumentales como Hilo de seda, la versión de Los cuatro muleros —primer disco de oro del grupo, 1964—, Sombras y rejas, Frente a palacio y un largo etcétera.
Durante la última época de su permanencia en el grupo entabló relación sentimental y artística con la cantante Karina, para la que compuso varios éxitos. Entre ellos, El baúl de los recuerdos y En un mundo nuevo, que alcanzó un segundo puesto en el Festival de la Canción de Eurovisión en 1971. Para Karina realizó lo que sería la primera de muchas producciones discográficas, el álbum Lady Elizabeth, el cual tuvo una fuerte repercusión en países como México gracias al tema Luna blanca.
Desde 1970 era miembro de la SGAE, como letrista y compositor.

### Zapatón (1974-1977)
Después de abandonar Los Pekenikes entra en el servicio militar y, al salir, comienza a trabajar en el departamento de diseño gráfico del sello Hispavox. Tras un período de inactividad como músico forma el grupo Zapatón, junto a Ñete —luego formaría parte de Nacha Pop—, Rafa Fortes y Enrique Guerrero, con el que vuelve a los orígenes del rock and roll. Se edita un disco en el que cabe destacar que la mitad de los temas son instrumentales.

### Bulldog (1979-1986)
Tras otro período de inactividad musical, aunque seguía trabajando en el diseño gráfico de discos, comienza a asistir a los ensayos de un grupo que interpreta rock and roll clásico, Cocodrilo, formado por Jorge Ortuño, Josele Marín y Ramón Peñas, a los que acabará uniéndose como guitarrista y productor. El nombre del grupo, Bulldog, está tomado de la canción de The Beatles Hey, Bulldog.
Bulldog fue uno de los grupos que despuntaron durante la época de la movida madrileña, pero mostrando su clara influencia del rock and roll y rockabilly. Canciones como El ingeniero rockero, El rock del 600 o Manolita Gómez podían oírse con asiduidad en las ondas. Además, coincidió con una época de revival del rock and roll y el rockabilly en el panorama musical internacional, gracias a grupos como Stray Cats o Matchbox.
En esta época también ejercerá de productor musical para grupos como Los Rebeldes, en los discos Rebelde con causa (Epic, 1985) y Preferiblemente vivos (Epic-CBS, 1987), Loquillo y los trogloditas en el disco Mis problemas con las mujeres (Hispavox, 1987), además de una larga lista de grupos: Más Birras, Los Hurones, General Lee, Peter King Band, etc.
Bulldog ha vuelto a los escenarios en contadas ocasiones tras su separación en 1986.

### El Purgatorio, La Brigada Senil y Perro Viejo
Bandas de rock and roll que formó para tocar en garitos tras la separación de Bulldog.

### Los Silver Tones
El nombre está cogido de la primera guitarra eléctrica que tuvo, una Silvertone de Blues, comprada a través de la base estadounidense de Torrejón de Ardoz.
Junto al cantante y guitarrista finés Ille Hamalainen, el contrabajista Alfonso Mújica y el batería Steve Jordan —sería sustituido posteriormente por Javier Lobillo— y actualmente por Ángel de los Ríos forma un grupo de rock and roll y rockabilly de interpretación historicista en el que se tienen en cuenta hasta el último detalle —guitarras y amplificadores de época—.
Los Silver Tones editan su disco Amigo Chet (Lati-Go, 2010), siendo la mayor parte de las composiciones de Tony Luz y en el que se mezclan tanto temas instrumentales como canciones cantadas en castellano. El disco cuenta con la colaboración a la guitarra de Carlos del Pino del grupo Dusty Trip, grupo para el cual Tony Luz realizó el diseño gráfico de su primer disco Dusty Fun (Speed Records, 2008) y con los que ha aparecido de vez en cuando en sus conciertos como invitado.

### Fallecimiento
Falleció el 29 de noviembre de 2017 a los 74 años de edad. Fue incinerado el 30 de noviembre en el tanatorio de Tres Cantos, Madrid.

## Equipo
- Guitarras: Silvertone de 1957, Fender Mustang de 1960, Rickenbacker de 1960, Fender Telecaster de 1963, Gretsch Chet Atkins Country Gentleman de 1967, Guild de 1970 y Danelectro Baritone.
- Amplificadores: Vox AC 30 y Ac 60, Fender Twin Reverb y Fender Super Reverb.

### Citas
1. ↑  Agencia EFE (30 de noviembre de 2017). «Muere Tony Luz, miembro de Los Pekenikes y pionero del pop español». 20 minutos. Consultado el 30 de noviembre de 2017.
2. 1 2 3  del Pino, Carlos (1992). «Entrevista a Tony Luz». Guitar Player Magazine (Barcelona: Editorial Música y Tecnología) (19). ISSN 0017-5463. OCLC 645088674.
3. ↑  «Los Silver Tones». Biografías y Vidas. Consultado el 24 de febrero de 2011.
4. 1 2  «Entrevista a Tony Luz y Los Silver Tones en el programa El Sótano de Radio 3 el 12 de marzo de 2011». Biografías y Vidas. Consultado el 24 de febrero de 2011.
5. ↑  «Los Silver Tones». Biografías y Vidas. Consultado el 24 de febrero de 2011.